# Спортінг (Лісабон)
 «Спортінг» (порт. Sporting Clube de Portugal) — португальський футбольний клуб з міста Лісабона. Заснований 1 липня 1906 року. Є одним з найуспішніших португальських клубів. Найпоширеніше прізвисько  «леви». Найвідоміша команда спортивного клубу «Спортінг». Один з найсильніших клубів усього чемпіонату Португалії. Разом з «Бенфікою» та «Порту» утворює «велику трійку» португальського футболу. Домашнім стадіоном клубу є «Жозе Алваладе», що вміщає 50 049 глядачів.
Є одним з найтитулованіших клубів країни: 21-разовий чемпіон Португалії, 21-разовий володар Кубка: і 9-разовий Суперкубка країни. У 1964 році «Спортінг» здобув Кубок володарів Кубків УЄФА. Наступного разу європейський успіх прийшов до клубу аж у 2005 році, коли команда пройшла до фіналу Кубка УЄФА. Фінальний матч відбувся 18 травня у Лісабоні на рідному стадіоні Алваладе XXI, але це не допомогло команді, яка програла московському ЦСКА з рахунком 1:3.

## Історія
1 липня 1906 року — офіційна дата заснування клубу. Однак історія клубу бере початки в 1902 році, коли брати Франсішку і Жозе Марія Гаваззу створили «Sporting Club de Belas». В цій організації футбольна секція не була передбачена, і його члени лише раз зіграли показовий футбольний матч на святі в місті Сінтра. Створений на базі клубу двома роками пізніше «Campo Grande Football Clube» не мав ніякого відношення до футболу, незважаючи на свою назву, і займався організацією танцювальних вечірок і пікніків.
В результаті такий стан справ викликав протест у 17-ти членів клубу на чолі з Жозе Алваладе, які у квітні 1906 року вирішили вийти з його складу. А через два з половиною місяці ними був заснований «Sporting Club do Portugal», найважливішу роль у створенні «Спортінга» зіграла фінансова підтримка діда Жозе Алаваладе, адвоката Алфреду Аугушту даш Невеш Олтремана. У новоствореному клубі також були створені секції з різних видів спорту, а засновники клубу, насамперед Олтреман, мріяли про те, що «Спортінг» з часом стане одним з найсильніших в Європі. Амбіції творців «Спортінга» були закріплені і в назві клубу, де замість вказівки міста, як у тій же «Бенфіці», була назва всієї країни.

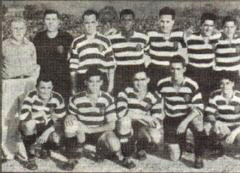
«Спортінг» у 1937 році.

3 лютого 1907 року «Спортінг» провів свій перший футбольний матч, в якому був розгромлений командою «Круж Негра» (порт. Cruz Negra) з рахунком 1:5. Частина гравців суперників згодом перейшла в «Спортінг». У тому ж році у команди з'явилися герб, офіс та стадіон. За основу емблеми був узятий фамільний герб одного з членів правління клубу, Фернанду де Каштелу Бранку. Біля щита з левом було змінене лише забарвлення на сріблясто-зелено-чорне. 1 грудня 1907 році «Спортінг» вперше зустрівся з «Бенфікою» і обіграв її (2:1). У тому ж матчі футболісти «Спортінга» вперше вийшли на поле у футболках з зеленими і білими смужками, а також в білих трусах, які в 1915 році змінилися на чорні.
У 1964 році «Спортінг» здобув Кубок володарів Кубків УЄФА, вигравши свій перший і наразі єдиний європейський трофей.
У сезоні 1981/82 року «Спортінг» зробив «золотий дубль», вигравши національний чемпіонат і кубок під керівництвом англійського тренера Малкольма Еллісона. Здавалося, клуб знову набирає силу. Проте кінець 1980-х і початок 1990-х рр. стали, мабуть, найгіршим періодом за всю історію «Спортинга».
У 1992 році новий президент «Спортинга» Жозе Соуза Сінтра запросив до клубу колишнього тренера збірної Англії Боббі Робсона в надії, що той зуміє повторити досягнення Еллісона. Робсон пропрацював у «Спортінгу» всього півтора року, а потім його змінив Карлуш Кейрош, колишній тренер португальської збірної. Клуб прагнув повернутися до колишньої слави, коли у 1950 році він за вісім сезонів сім разів виграв чемпіонат Португалії.

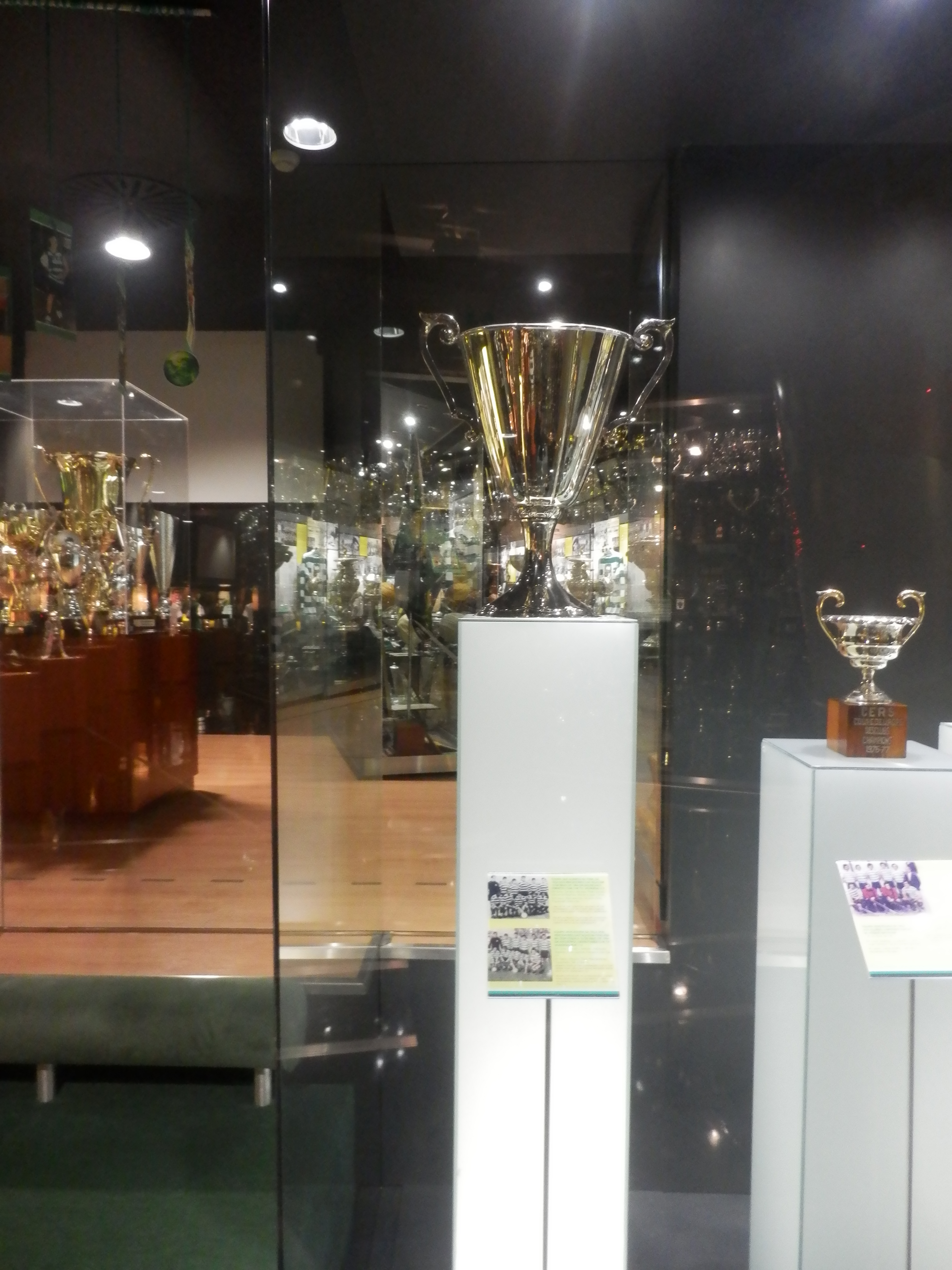
Кубок володарів кубків, здобутий клубом, у музеї «Спортінга».

18 травня 2005 року «Спортінг» програв ЦСКА з рахунком 1:3 в фіналі Кубка УЄФА 2004/05, який проходив на домашньому стадіоні «левів» — «Жозе Алваладе».
2013 року Бруну де Карвалью став президентом клубу. Він зробив певні кроки, які повинні були зробити меншим розрив між його клубом і двома іншими лідерами — «Бенфікою» і «Порту». Результати на полі пішли в гору, на трибунах стало менше вільних місць, гравці росли та йшли за солідні гроші — Жоау Маріу (40 млн), Іслам Слімані (30,5 млн), Адріен Сілва (24,5 млн), Маркос Рохо (20 млн), а це чотири з п'яти найдорожчих трансферів в історії клубу.
У квітні 2018 року в чвертьфіналі Ліги Європи «Спортинг» зустрічався з мадридським «Атлетіко». Гра була вже зроблена в першому таймі — дві помилки гравців оборони португальської команди призвели до двох пропущених голів. Після матчу президент клубу Бруну де Карвалью розкритикував публічно своїх гравців: «Коатес на пару з Матьє зробили те, що не могли зробити гравці „Атлетико“. І ось, суперник веде з рахунком 2:0, не доклавши для цього зусиль. У Мартінша був момент, щоб зрівняти рахунок, але він не забив, вийшовши віч-на-віч з Облаком. Дост і Коентрау настільки не хотіли грати у другій зустрічі, що отримали жовті картки там, де не повинні були цього робити. У Монтеро в кінці гри був момент, але замість того, щоб просто підставити ногу, він вдарив кудись в космос». Гравці дізналися про звернення президента на своїй сторінці Facebook, вже перебуваючи в готелі після матчу. Команда розділилася на три табори: промовчати на цей випад, відповісти тим же в соцмережах, бойкотувати тренування. До єдиного рішення так і не прийшли.
Після прибуття в Лісабон найбільш активні гравці зажадали, щоб президент прибув на клубну базу і пояснив, що взагалі відбувається. Очевидно, що Карвалью на це не пішов. Це настільки розлютило команду, що відразу 19 гравців складу опублікували на своїх сторінках звернення, повні обурення. Вони висловлювали невдоволення тим, що президент їхнього клубу публічно принижує та ображає своїх же гравців, не спілкується з ними особисто, а виносить сміття з хати. Під зверненням «підписалися» Руй Патрісіу, Фабіу Коентрау, Вільям Карвалью, Батталья, Бруну Фернандеш, Крістіано Піччіні, Себастьян Коатес, Жоао Палінья, Маркос Акунья, Желсон Мартінш, Вендел, Даніел Поденсе, Бруно Сезар, Фреді Монтеро, Браян Руїс, Рубен Рібейру, Рафаел Леау, Сейду Думбія і Стефан Ристовський. Президент «Спортінга» відсторонив від команди всіх дев'ятнадцятьох підписантів, але пізніше до складу повернулися Думбія і Рібейру — вони наче відмовилися від власних слів.
Через місяць, після того, як «Спортінг» не отримав право брати участь в наступному сезоні в Лізі чемпіонів, велика група розлючених уболівальників проникла на тренувальну базу клубу і фізично атакувала команду. Виникла бійка з великою кількістю учасників. Деякі гравці отримали травми: наприклад, у нападника Баса Доста був серйозний поріз на голові. Гравці вмить звинуватили в події президента, який роздмухав такий великий конфлікт. При цьому він не вжив жодних заходів з безпеки, які могли б запобігти нападу. Після цього частина гравців офіційно заявила про те, що після закінчення сезону вони покинуть клуб. Руй Патрісіу, воротар і капітан команди, написав лист на 34 сторінки, в якому докладно розповів про події останніх місяців. Його підтримав молодий форвард Даніел Поденсе — він також написав листа про свій відхід. Обидва гравці вимагали розриву контракту, стверджуючи, що вони не перебувають в безпеці як з психологічної точки зору, так і з фізичної. Інші гравці також отримали можливість подати таку заяву і безкоштовно стати вільними агентами. Деякі гравці, як Вільям Карвалью і Крістіано Піччіні все-таки поповнили трансферну казну «Спортінга» — за португальця 20 млн євро виклав «Реал Бетіс», а за італійця 8 млн євро заплатила «Валенсія». З найбільш цінних гравців, що безкоштовно клуб покинули Желсон Мартінш («Атлетіко»), Руй Патрісіу («Вулверхемптон») і Браян Руїс («Сантос»). Втім у тому сезоні клуб вперше в історії виграв Кубок португальської ліги.
Бруну де Карвалью перед відставкою встиг призначити головним тренером Синишу Михайловича. Серба звільнили через тиждень, коли в Лісабоні змінилося керівництво. Клуб, що втратив провідних гравців, направив до ФІФА скаргу, вимагаючи за Патрісіу 54,7 млн євро, а за Мартінша — 50 млн євро. Новому керівництву вдалося переконати повернутися Баса Доста, який став в минулому сезоні найкращим бомбардиром португальської ліги. «Зелено-білі» намагались відновити мікроклімат в команді й почали роботу на трансферному ринку. Так в клубі з'явився Нані, Вівіано, Гаспар, Рафінья та ряд інших гравців.

## Футбольна академія «Спортінга»
Клуб має власну тренувальну базу-школу, яка розташована на території муніципалітету Алкошете, — відоміша як Футбольна академія «Спортінга». Вихованці цієї клубної академії не лише успішно поповнюють бюджет клубу, а і гідно представляють як і клуб, так і країну в лавах європейських топ-клубів. Найвідомішим вихованцем академії всіх часів став Кріштіану Роналду.

## Логотипи
З моменту свого утворення у «Спортінга» було шість різних логотипів, втім усі вони включали зелений колір і лева. Поточний логотип був прийнятий у 2001 році.

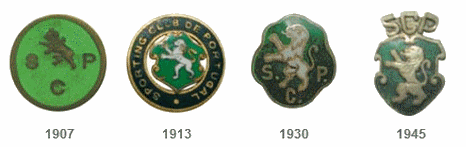
Колишні логотипи клубу

## Склад команди
Станом на 1 травня 2025
| №  | Поз. | Нац.       | Гравець             |
| -- | ---- | ---------- | ------------------- |
| 1  | ВР   | Португалія | Руй Сілва           |
| 2  | ЗХ   | Бразилія   | Матеус Реїс         |
| 3  | ЗХ   | Нідерланди | Джеррі Сен Жюст     |
| 5  | ПЗ   | Японія     | Хідемаса Моріта     |
| 6  | ЗХ   | Бельгія    | Зено Дебаст         |
| 7  | НП   | Португалія | Жеовані Кенда       |
| 8  | ПЗ   | Португалія | Педру Гонсалвіш     |
| 9  | НП   | Данія      | Конрад Гардер       |
| 11 | НП   | Португалія | Нуну Сантуш         |
| 17 | НП   | Португалія | Франсішку Трінкан   |
| 19 | ЗХ   | Португалія | Діого Травассос     |
| 20 | НП   | Уругвай    | Максіміліано Араухо |
| 21 | НП   | Мозамбік   | Жені Катаму         |

| №  | Поз. | Нац.        | Гравець                  |
| -- | ---- | ----------- | ------------------------ |
| 22 | ЗХ   | Іспанія     | Іван Фреснеда            |
| 23 | ПЗ   | Португалія  | Даніел Браганса          |
| 24 | ВР   | Португалія  | Руй Сілва                |
| 25 | ЗХ   | Португалія  | Гонсалу Інасіу           |
| 26 | ЗХ   | Кот-д'Івуар | Усман Діоманд            |
| 30 | НП   | Бразилія    | Біел Тейшейра            |
| 41 | ВР   | Бразилія    | Дієго Каллаі             |
| 42 | ПЗ   | Данія       | Мортен Юльманн (капітан) |
| 47 | ЗХ   | Португалія  | Рікарду Ешгаю            |
| 72 | ЗХ   | Португалія  | Едуарду Куарежма         |
| 97 | НП   | Колумбія    | Луїс Суарес              |

## Досягнення
Чемпіонат Португалії:
- Чемпіон (21): 1941, 1944, 1947, 1948, 1949, 1951, 1952, 1953, 1954, 1958, 1962, 1966, 1970, 1974, 1980, 1982, 2000, 2002, 2021, 2024, 2025
- Віце-чемпіон (22): 1935, 1939, 1940, 1942, 1943, 1945, 1950, 1960, 1961, 1968, 1971, 1977, 1985, 1995, 1997, 2006, 2007, 2008, 2009, 2014, 2016, 2022

Кубок Португалії:
- Володар (22): 1923, 1934, 1936, 1938, 1941, 1945, 1946, 1948, 1954, 1963, 1971, 1973, 1974, 1978, 1982, 1995, 2002, 2007, 2008, 2015, 2019, 2025
- Фіналіст (19): 1922, 1925, 1928, 1933, 1935, 1937, 1952, 1955, 1960, 1970, 1972, 1979, 1987, 1994, 1996, 2000, 2012, 2018, 2024

Суперкубок Португалії:
- Володар (9): 1982, 1987, 1995, 2000, 2002, 2007, 2008, 2015, 2021

Кубок португальської ліги:
- Володар (4): 2018, 2019, 2021, 2022

Кубок володарів кубків:
- Володар (1): 1964

Кубок УЄФА:
- Фіналіст 2004-05
- Півфіналіст (2): 1990-91, 2011-12
- Чвертьфіналіст (1): 1985-86

### Гравець року у клубі
| Рік  | Переможець       |
| ---- | ---------------- |
| 1992 | Красимир Балаков |
| 1993 | Стан Валкс       |
| 1994 | Луїш Фігу        |
| 1995 | Осеану да Круж   |
| 1996 | Рікарду Са Пінту |
| 1997 | Марко Ауреліо    |
| 1998 | Івайло Йорданов  |
| 1999 | Делфім Тейшейра  |
| 2000 | Альберто Акоста  |

| Рік  | Переможець      |
| ---- | --------------- |
| 2001 | Бету            |
| 2002 | Жуан Пінту      |
| 2003 | Педру Барбоза   |
| 2004 | Руй Жорже       |
| 2005 | Жуан Моутінью   |
| 2006 | Рікарду Перейра |
| 2007 | Лієдсон         |
| 2008 | Тонел           |
| 2009 | Лієдсон         |

| Рік  | Переможець      |
| ---- | --------------- |
| 2010 | Даніел Каррісу  |
| 2011 | Руй Патрісіу    |
| 2012 | Руй Патрісіу    |
| 2013 | Адріен Сілва    |
| 2014 | Вільям Карвалью |
| 2015 | Нані            |
| 2016 | Жуан Маріу      |
| 2017 | Бас Дост        |

## Відомі гравці
| - Фернанду Пейротеу - Ектор Ясальде - Паулінью Каскавел - Жорже Кадете - Луїш Фігу - Маріо Жардел - Еммануель Амуніке - Івайло Йорданов | - Іслам Слімані - Лієдсон - Бас Дост - Мігел Велозу - Антоніу Олівейра - Альберто Акоста - Петер Шмейхель - Кріштіану Роналду | - Рікарду Перейра - Маркос Рохо - Нані - Вільям Карвалью - Руй Патрісіу - Брума |